# Maria da Conceição Moita
Maria da Conceição Moita (Alcanena, 5 de abril de 1937 - 30 de marzo de 2021), también conocida como Xexão, fue una educadora portuguesa y activista en la lucha contra la dictadura del Estado Nuevo.
Católica progresista, participó e acciones contra la dictadura y la guerra colonial portuguesa además de brindar apoyo logístico a las Brigadas Revolucionarias. En diciembre de 1973 fue detenida por la PIDE, no siendo liberada hasta el 25 de abril de 1974.
Además de la lucha por la democracia, se dedicó durante toda su vida a la educación y la intervención cívica y social.

## Trayectoria
Hija de un industrial de Alcanena y de una madre profundamente católica, Maria da Conceição Moita nació a finales de la década de 1930 y llegó a Lisboa diez años después, con su abuela y su hermano mayor, que habían ido a la universidad.
Se convirtió en maestra de jardín de infancia en una época en que la profesión aún no era muy habitual. Fue profesora de Religión y Moral en el Liceus de Lisboa y Barreiro. Trabajó en el movimiento “O Ninho” (“el nido” en castellano) por las niñas pobres que se dedicaban a la prostitución. Dirigió una sección de la Casa Pia de Lisboa. Cursó una Maestría en Ciencias de la Educación.
En su adolescencia formó parte de un movimiento católico denominado “A União Noelista”, movimiento que reclutaba mujeres que llegaban a desempeñar un papel protagonista en el ámbito social, cultural y eclesial.
La primera acción callejera en la que participó Moita fue en Fátima, el 13 de mayo. Ese día se distribuyeron miles de panfletos en los que se decía que “el mensaje de Fátima sólo podía apelar a la paz y que los católicos deben asumir de manera muy clara y muy firme la lucha contra la guerra en África”.
En diciembre de 1972, Moita fue el rostro principal de la organización de la Vigilia de la Capela do Rato contra la guerra colonial. El día 30 de ese mes, acercándose al micrófono al final de la misa en la capilla, informó a su comunidad que permanecería en vigilia en la capilla durante 48 horas, para que hablaran sobre la paz. Quien quisiera, podía pasar dos días en ayuno o huelga de hambre, rezando, cantando, reflexionando y meditando, en señal de denuncia de la guerra colonial, en solidaridad con sus víctimas de ambos bandos y en protesta por la ausencia de cualquier postura adoptada por la jerarquía católica contra la guerra que ya se había cobrado miles de vidas en Angola, Mozambique y Guinea-Bisáu.
La policía política ingresó de inmediato en la iglesia y muchas personas fueron detenidas, algunas sin siquiera estar vinculadas a los hechos, especialmente jóvenes. En ese momento, Moita fue interrogada por la PIDE, pero continuó en la lucha antifascista.
También en 1972, Moita fue contactada por Carlos Antunes, líder del PRP y miembro de las Brigadas Revolucionarias (BR), para brindar apoyo logístico a la lucha que habían iniciado. Su colaboración consistió en alquilar una casa a su nombre para apoyar a los inmigrantes ilegales y ayudarles en los traslados.
Por este motivo, el 6 de diciembre de 1973 fue detenida por la PIDE cuando se disponía a salir de casa y huir a París, después de que fueran detenidos varios de sus amigos y acompañantes, entre ellos su hermano Luís. Fue torturada, sometida a aislamiento y permaneció en la cárcel de Caxias hasta el 25 de abril. Las puertas de la prisión se abrieron el 26 de abril. Moita narró en el libro de Joana Pereira Bastos Los últimos prisioneros del nuevo estado, como por un momento se sintió al borde de la demencia y el agotamiento, cansada “hasta el fondo de su alma”.
En los años posteriores a la Revolución de los Claveles, Moita dinamizó a los Cristianos por el Socialismo (CPS), se involucró en Cristianos en Reflexión Permanente y en el grupo del periódico Libertar, además de ser una de las impulsoras de las asambleas que llevarían al Encuentro Nacional de Cristianos. A este último, asistieron quienes marcaron lo que se convertiría en intervención o reflexión católica como fray Bento Domingues, padre João Resina Rodrigues, Manuela Silva, António Matos Ferreira o Fernando Gomes da Silva, entre otros.
Su activismo político se enfrió a la vez que crecía su compromiso con la vida profesional, con la APEI - Asociación de Profesionales en Educación Infantil (donde fundó los Cuadernos de Educación Infantil, todavía publicados hoy), en grupos de debate católicos o intervención, así como en iniciativas cívicas. Un ejemplo de esto es Campo Vivo, un grupo de vecinos del barrio Campo de Ourique, donde vivía, preocupados por la creación de lazos vecinales, el apoyo a los más aislados y la animación sociocultural del barrio.
A principios de la década de 2000, Moita fue una de las coordinadoras del equipo que preparaba uno de los proyectos de nuevos catecismos para la infancia, y que terminó siendo descuidado, como catecismos oficiales. El resultado de su trabajo, ilustrado por Madalena Matoso, fue publicado en tres libros que siguen siendo usados en muchas parroquias y vendidos por Paulinas Editora: ¿Onde Moras?, ¿A quién iremos? y nacido de nuevo.
En 2003 se involucró en la lucha contra la invasión de Irak, junto a Maria de Lourdes Pintasilgo o el obispo Januário Torgal Ferreira, entre otros.
Entre 2014 y 2015, Moita también sería una de las promotoras y organizadoras de las seis sesiones de la dinámica Escutar a Cidade, que tenía como objetivo escuchar a los no creyentes sobre lo que esperaban de los cristianos, en un momento en que el Patriarcado de Lisboa impulsaba el sínodo diocesano.
Las dos últimas décadas de su actividad profesional las dedicó, en la Escola Superior de Educação, en Lisboa, a la formación de profesores y educadores.
Murió el 30 de marzo de 2021, a los 83 años, víctima de una enfermedad oncológica.

## Reconocimientos
La Asamblea de la República de Portugal rindió homenaje a Moita, aprobando un voto de arrepentimiento, por unanimidad y firmado por el entonces presidente del parlamento, Ferro Rodrigues, y por los diputados de todos los partidos.

## Obra
- Para uma ética situada dos profissionais de educação de infância (1ª ed. - Lisboa : APEI, 2012), ISBN 978-989-98072-1-1.[4][11]
- Colaboró en la obra Vidas de professores, organizada por António Nóvoa, ISBN 978-972-0-34104-4, con el texto “Percursos de formação e de transformação”.[2][12]